# San Leone
San Leone (łac. Sancti Leonis) – stolica historycznej diecezji we Włoszech w Kalabrii, sufragania metropolii Santa Severina. Erygowana w XIV w., a zlikwidowana w 1818 poprzez włączenie do archidiecezji Crotone. Współcześnie jest to miejscowość Scandale w prowincji Krotone. Obecnie katolickie biskupstwo tytularne. Na stolicy tytularnej San Leone zasiadali polscy biskupi Stanisław Napierała jako biskup pomocniczy poznański oraz Stanisław Dziwisz jako proprefekt Domu Papieskiego.

## Biskupi tytularni
| Lp. | Biskup                      | Funkcja                                             | Od                  | Do               |
| --- | --------------------------- | --------------------------------------------------- | ------------------- | ---------------- |
| 1   | Eugène Lecrosnier           | biskup pomocniczy Chambéry (Francja)                | 21 kwietnia 1969    | 3 listopada 1979 |
| 2   | Stanisław Napierała         | biskup pomocniczy poznański                         | 25 sierpnia 1980    | 25 marca 1992    |
| 3   | Jacques Faivre              | biskup pomocniczy Lyonu (Francja)                   | 29 kwietnia 1992    | 29 lipca 1997    |
| 4   | Stanisław Dziwisz           | proprefekt Domu Papieskiego                         | 7 lutego 1998       | 3 czerwca 2005   |
| 5   | Víctor Manuel Ochoa Cadavid | biskup pomocniczy Medellin (Kolumbia)               | 24 stycznia 2006    | 24 stycznia 2011 |
| 6   | Prosper Grech               | -                                                   | 21 stycznia 2012    | 18 lutego 2012   |
| 7   | Charles Scicluna            | biskup pomocniczy archidiecezji maltańskiej (Malta) | 6 października 2012 | 27 lutego 2015   |
| 8   | George Bugeja               | wikariusz apostolski Trypolisu (Libia)              | 10 lipca 2015       |                  |